# かくしごと
『かくしごと』は、久米田康治による日本の漫画作品。『月刊少年マガジン』（講談社）にて、2016年1月号から2020年8月号まで連載された。
娘に漫画家であることを隠し通そうとする父と、その娘の日常を、漫画家のあるあるネタを交えつつ描かれる久米田自身の体験談を思わせるハートフルコメディ。タイトルは「隠し事」と「描く仕事」のダブル・ミーニングとなっている。
コミックス第1巻の発売に合わせて、久米田にとっては日本国内で初めてとなる単独サイン会がアニメイト名古屋にて開催された。また、シャフト制作によるアニメPVが公開されている。2017年8月26日から同年10月15日まで湯前まんが美術館（熊本県球磨郡）において、「久米田康治のかくしごと展」（原画、ネーム展示）が開催された。

## 作風
「漫画家」を題材にすることを勧めたのは担当編集者であり、久米田自身は当初そのジャンルは既にやり尽くされており、新鮮さも感じないと考えていたためやる気は無かった。しかし、久米田自身が「下ネタ漫画」を描いてきたことで周囲から蔑まれ職業を隠した経験もあり、「漫画家であることを隠す」というアレンジを加えたスタンスを思いついた。
本作においては、これまでの久米田作品にあったように、宇宙人が登場したり、異世界や異次元に行くような話はやらない、人死にもなく現実に即した中に留めることを久米田は決めている。また、本作の各エピソードは、ほぼ実話に基づいていると久米田は語っている。
本作は『週刊かくしごと』という架空の雑誌の体を成しており、1話（1回の掲載分）に複数のショートストーリーが描かれている。各ショートストーリーの最後には作中漫画家の「あとがき」もある。また、作中に架空の広告も掲載されているが、実在の漫画家藤田和日郎をモデルにしたキャラクターが登場した回には藤田の作品『黒博物館スプリンガルド』の宣伝が欄外に入っている。
連載に先立ち『月刊少年マガジン』にてフルカラー4ページの予告漫画が掲載され、これは姫18歳編の話となっている。コミックスには雑誌掲載時の姫10歳編に加え、姫18歳編の話が描き下ろしで先行で収録されている。久米田お得意の自虐ネタ、下ネタに加え、感動あり、父の隠し事を知った姫のストーリーが挿入される構成といったストーリーテリングの巧みさも評価されている。
テレビアニメ開始直前の『月刊少年マガジン』2020年4月号掲載分で姫が11歳の誕生日を迎えて以降、連載はそれまでの『週刊かくしごと』形式から11歳の姫と18歳の姫の誕生日以降の話を並行して描く構成へと移行し、単行本で先行公開された18歳時の原稿リメイクに補足として新規描きおろしとなる11歳の話を加えた完全版となっている。なお、単行本最終巻では新規描き下ろし分のみを収録し、先行単行本収録された部分は描き下ろしのダイジェストで表現されている。また、連載では11歳の誕生日の後に父の日の回を挟んで18歳編に移行しているが、単行本では父の日は姫の誕生日の前となっている。
『ダ・ヴィンチニュース』では「個人的な感想」と断った上で、これまで久米田作品に登場する女性キャラクターが絵柄は可愛いものの性格などに問題がありストレートに「可愛い」と言い難かったのに比べ、姫は変な言動があるものの「可愛い娘」として描かれていることを指摘している。
カラーイラストでは鈴木英人の画風を取り入れている。

## あらすじ
本稿では、姫が小学4年生から5年生の時（11歳の誕生日を迎えるまで）を「姫10歳編」、姫が18歳の誕生日を迎えてからの話を「姫18歳編」として記述する。
姫10歳編はコメディであり、姫18歳編は対照的にシリアスなストーリーである。姫18歳編では、姫10歳編の後に何があったのかが回想として徐々に明かされると共に、姫10歳編では暗示的にしか語られなかった後藤家の家庭事情（姫の母親の行方や、祖父の正体）も明らかとなり、後藤可久士はある事情で断筆し「消えた漫画家」状態になったことが判明する。なお、11歳になった姫の誕生日の時間（姫10歳編の続きなのでコメディ風味）と18歳の姫の現在時間（シリアス風味）とがリンクして物語は進行する上、本編にはそれまでとは違い各話に副題が付かない。

### 姫10歳編（連載版）
かつて『きんたましまし』という下ネタ漫画がヒットしたこともあるベテラン漫画家・後藤可久士は一人娘の姫を溺愛していた。父親が下品な漫画を描いていると知られると、自身が姫から嫌われると思ったり姫が学校でいじめられたりしてしまうと心配し、姫には職業を隠し、目黒区の自宅からスーツ姿で出勤し途中でシャツと短パンという仕事着に着替えて渋谷区の仕事場へと向かうのだった。
姫の友達が「姫ちゃんのパパお仕事何しているの？」と聞いてきたり、姫のいる自宅に間違えて編集部の担当者が訪問してきたりと、可久士の隠し事がバレそうになり、娘への愛が募って可久士は暴走してしまう。よき父親であろうと周囲の女性たちに協力を仰ぎ、その度に騒動を巻き起こしたり、気があると勘違いされ、既成事実が出来上がっていく。
そんなこんなで、バレそうでバレない「かくしごと」を抱えながらも、後藤可久士と姫のドタバタしながらも幸せな日々は続いていく。

### 姫18歳編（単行本先行描きおろし＋連載終盤）
18歳の誕生日。姫は鎌倉にある海辺の丘上に建つ、かつての中目黒の自宅に酷似した家を1人で訪れていた。そこにあった漫画原稿から、彼女は父の隠し事が「描く仕事」だったことを知る。家の探索、元アシスタント達の回想を交え、漫画家・後藤可久士の過去が明らかになっていく。
姫は中学生になったころの出来事を思い出す。その日、可久士は玄関ではなく、縁側から帰宅する。姫に対して「ヘッドハンティングで転職が決まった」と嬉しそうに話す可久士だが、嫌なことがあった時は縁側から家に入る父親の癖を知っていた姫は、仕事で何か嫌なことがあって辞めたと見抜いていた。
その裏には、海難事故で行方不明となっている姫の母の無事を信じ、可久士が今でも捜索費を出し続けていること。それを美談として週刊誌に掲載され、一部の心無い読者による悪意の書き込みによって、可久士がネットで叩かれる事態に発展したこと。可久士はショックから今までのように漫画を描けなくなってしまい、自ら筆を折らざるを得なくなったという背景があった。その後、可久士は慣れない肉体労働を転々としていたが、倉庫で雑誌運搬の作業中に起きた崩落事故に巻き込まれ昏睡状態となる。
それから一年近くが過ぎ、姫が鎌倉の家を訪れていたちょうどその時、可久士が意識を取り戻したとの報せが入る。急いで病院に向かう姫だったが、久々に顔を会わせた娘に対し、可久士は「誰？」と口にする。事故にあう前の7年間の記憶を喪失した可久士の中で「姫はまだ10歳」だった。
まだ自分が漫画家だと思い込んでいる可久士のリハビリのため、現在は人気漫画家となった元アシスタント墨田羅砂の呼び掛けによって当時のアシスタントたちが再集結し、病室でかつての連載作品「風のタイツ」の執筆が行われる。目の前にいるのが自分であることを認識していない可久士にショックを受ける姫だが、一方ではやる気に満ちた「漫画家・後藤可久士」の姿を初めて目の当たりにする。しかし、今の可久士が描いているのは7年前に描かれた原稿をそっくりそのまま再現した描き直しである。編集者の十丸院五月が見かねて最終回が載った単行本を見せたものの自筆ではない印刷物では本気にしてもらえなかったという。
再び漫画家として新たな話を描いてほしいとの思いから、姫は父の記憶を取り戻すために鎌倉の家へ向かい、友人たちにも協力してもらい、父の原稿を運んできた。自筆の原稿を読むことで可久士は、ついに記憶を取り戻す。
記憶が戻った後の可久士は無事に退院し、入院費を援助してくれていた義父・戒潟魁吏への入院費返済と中目黒の自宅を買い戻すべく、漫画家としての再起を決意。一方、姫は鎌倉の家で見つけた父と母と娘の家族団欒のモノクロ漫画に色を付け始めていき、その最中に帰宅した父を出迎えるのだった。

## 登場人物
特に記載がない場合、声はテレビアニメ版の担当声優を示す。登場人物の名前はダジャレとなっており、職業や性格などにかかったものとなっている。

### 後藤家関係者
後藤 可久士（ごとう かくし）
声 - 神谷浩史（テレビアニメ・アニメPV）
漫画家。目黒区在住。下ネタ漫画『KTMCMC（きんたましまし）』がヒットしたことがあり、その後は『亀の雫』『夏子の豆』を連載。姫10歳編では『週刊少年マンガジン』（豪談社）でゴルフ漫画『風のタイツ』を連載中。かつては翔学館（アニメでは「中学館」）の雑誌で仕事をしていた。姫10歳編では主に可久士の視点で物語が進んでいく構成となっている。
強気と弱気だけで、その中間がない極端な性格のため、周囲を振り回すことがよくある。仕事では熱を入れた部分と世間の評価がしばしば食い違うことに不満気味で、キャラクターデザインを担当したアニメや原作を担当した作品が自分の描いている作品よりも人気が出るなど不本意な結果になることが多々ある（アシスタントの芥子駆によれば「（両方の才能はあるが）先生の描くキャラと先生の考えるストーリーが合っていない」）。アシスタントの描いた作品に対して的確なアドバイスを与えるベテラン作家らしい姿を見せる一方で「二本に一本打ち切られている」など自虐的な発言が多く、サイン会に来てくれたファンをサクラと疑うなど何度も自信を失いかけているが、本当に自分の作品が好きで来てくれたというファンの笑顔を見てからは自信を取り戻し、鎌倉の倉庫にはファンレターを大事に保存してある。
アシスタントの墨田羅砂の提案によって一度原稿のデジタル化に移行しているが、可久士が手描きにこだわったためすぐにアナログに戻っている（そして、手描きで描いていたことが最終盤で可久士が記憶を取り戻すための大きなカギとなる）。
父親としては過保護で常に姫を最優先して行動するが、紛らわしい言動で周囲の女性たちからはアプローチをかけられていると思われている。
目黒区中目黒の平屋建ての家に姫と暮らしており、仕事場として渋谷区のマンションを借りている。かつては鎌倉に平屋建ての家を構えていたが、妻が海難事故で行方不明になったことをきっかけに東京に引っ越す。鎌倉の家は現在は倉庫として使っており、毎週描いた原稿をしまいに行っている。なお、現在の自宅は7年前に鎌倉の家と同じ間取りをオーダーして作った新築物件である。
表向き職業不明であるため、姫のクラスメイトからは貧乏と思われており、それを気にした姫に対して「オレはそこいらのサラリーマンより稼いでるわ!」と発言。姫のためなら金に糸目を付けないが、姫への投資と生活費以外は妻の捜索費用に使っているため（姫やアシスタントなど周囲の人間には決して見せないが）実際は苦しい生活を強いられていた。
本名で漫画家デビューした（10年以上も本名で描いているから今更ペンネームを使えない）ため、何かと不便を感じており、プライベートでは偽名として後藤 和士（ごとう かずし）を名乗っている。
実は高名な歌舞伎役者が妾に産ませた隠し子であり、父と本妻との間に生まれた異母妹（＝姫の叔母）がいる。隠し子という素性もあって「父の日を祝ったことが一度もない」というほど実父とは距離を置いているが、家族との関係を完全に絶っているわけではなく、妹には鎌倉の家の鍵を託しており、自分に何かあった時に鎌倉の家を売り、姫の生活の足しにするように頼んでいた。
妻を捜索していることが美談として週刊誌に載り、一部読者の心ない言葉に傷ついて漫画家を引退する。中目黒の家を手放してアパートに移り、肉体労働で姫との生活を支えるが、漫画関係の倉庫作業中の事故で昏睡状態となる。1年後に意識が回復したとき、姫が10歳のころから事故にあうまでの7年間の記憶が失われていたが、隠そうとしていた姫本人に自分の描いた下ネタ漫画の原稿を見せられることによって記憶を回復した。退院後は墨田羅砂の仕事場に居候して、戒潟の援助した病院費用返済と中目黒の家を買い戻す資金稼ぎのため、新作漫画の企画を十丸院に持ち掛けている。アニメ版では「姫ももう大人だ」と下ネタ漫画家だと知られたことを受け入れていたが、原作では姫がそれ以降いっさい漫画の話題を口にしないため、まだバレていないと思い込んでおり、墨田と十丸院からは呆れられていた。
後藤 姫（ごとう ひめ）
声 - 高橋李依 / 安済知佳（アニメPV）
可久士の娘で姫10歳編では小学4年生～5年生。めぐろ川たんていじむしょの一員としても活動。
基本的には父親思いでしっかり者。人を疑うことを知らない無邪気な少女に見えるが、自分が傷つきそうになると思考停止して「見なかったふり」をすることで自己防衛を図る傾向があり、姫10歳編で何度か父親のかくしごとがばれそうになっても、その都度回避している。
姫18歳編では父親との生活が壊れるのを恐れて、父親の仕事を知ろうとしなかった、優しすぎる可久士が血の繋がった本当の父親で安心したと語っている。祖父に父、母と代々画業を生業にしている家系ということもあって絵画の才能に長けており、小学校では似顔絵コンクールの金賞を受賞し、高校では絵画のコンクールに入賞している。
可久士が事故で昏睡状態になった後、父方の叔母から鎌倉の家の鍵を受け取り、父親の隠し事に踏み込むことになる。父の仕事を知ってからは漫画家であると隠していた理由を疑問に思う一方で原稿と一緒に大事に保存された多くのファンレターを見て「案外愛されていた」と可久士の仕事が「描く仕事」だったことを誇りに思い、父親のかくしごとに気付かなかったのは、自分のかくしごとを隠すために漫画の話題を避けていたのも一因だと自己分析した。父の記憶を取り戻すべく、鎌倉の倉庫に保管されている父の漫画の原稿を持っていき、記憶を取り戻させた。
高校では美術部で、作品が大臣賞を受賞するなど優秀な成績を示していることから、周囲からは美大に行くと思われているが、実際には父と同じ漫画家を志望しており、部室でこっそりと少女漫画を描いていることを可久士にも隠している。
後藤 ロク（ごとう ロク）
声 - 花江夏樹
姫の祖父である戒潟魁吏から贈られて後藤家のペットとなった犬。犬種はゴールデン・レトリバー。
戒潟家で代々飼っている犬の四代目にあたるため、仮の名前として最初は「四代目」と呼ばれていた（戒潟家では親犬の「三代目」が飼われている）。愛犬として役所に登録する際に職員から書類確認のため聞かれた「ご登録（ごとうろく）でよろしいですか」という言葉を姫が「後藤ロク」という名前であると勘違いし、言葉の響きを気に入ったため「ロク」と命名された。
平日は可久士も姫も家を留守にしているため、子犬のころは日中は可久士の仕事場で世話をしていた。そのせいで帰巣本能により姫を仕事場に連れて来たためかくしごとがばれそうになったが、その直前に可久士がG-PROの仕事場を隣の部屋に移していた（姫とロクが見たのは空き部屋となった以前の仕事場である）ため秘密は守られた。
姫18歳編ではエピローグで鎌倉の家に戻った姫・可久士と共にいるのが1コマだけ描写。アニメ版では大型犬であるにもかかわらず、姫が暮らすアパートの室内で飼われていた。
戒潟 魁吏（いましがた かいり）
声 - 大塚明夫
日本画の大家。
姫の母親の実父（＝姫の母方の祖父）であり度々可久士の前に姿を見せるが、姫はそのことを知らない。 娘との結婚に反対された事情もあって可久士からは「クソみたいな人間」と散々な人物評を受けているが、絵の腕前は「悔しいけどいい絵だと思う」と高く評価している。
資産家であり、可久士に負けない孫煩悩だが、直接顔を見せることは慎んでいる。孫である姫のために「だてなおと」名義でランドセル（毎年新品）や10段飾りの雛人形にグランドピアノ（どちらも元は姫の母親のもの）と様々な物を送りつけているが、場所を取りすぎるなどの理由で愛犬であるロク以外のプレゼントは可久士から嫌がられている。
姫18歳編では可久士の入院費を援助しており、退院後の可久士は「入院費を返済する」ためにも漫画家復活を決意した。
アニメ第06号、第12号では、「日本画協力」として、EDクレジットに名を連ねている。
後藤夫人
声 - 能登麻美子
可久士の妻で姫の母親。下の名前は不明。劇場編集版では後藤 小鞠（ごとう こまり）とクレジットされている。
劇中では回想シーンのみの登場であり、子供のころの姿は姫と瓜二つ。用意周到な性格で、娘と夫のためにその年齢に応じた物品を収めた箱（年齢表記付き）を押し入れに入れていた。
姫18歳編で姫が幼いころに海難事故に遭い、行方不明となっていたことが明らかとなる（遺体が見つかっていないだけで限りなく死亡に近い状況であり、完結後に行われたインタビューで久米田も妻の死に言及した質問を否定せず、彼女が故人であるとほぼ認める発言をしている）。
原作では、生前はカラーコーディネーターを生業にしていたが、色覚が徐々に失われていく病を患い、全ての色が判らなくなる前に、可久士と姫の3人で行った島の「海の青」をもう一度見たいとの希望から姫を可久士に任せて、一泊二日の旅行の際に事故に遭ったことが語られた。
中目黒に新しく作った家の間取りを鎌倉の家と全く同じにしたのは、もし生きて帰ってきて目の病が今後進行しても間取りが前の家と同じなら分かるだろうと心配しての可久士の配慮ゆえのもの。
石川なんとかェ門
声 - 内山昂輝
本名不明。歌舞伎役者石川斎蔵（いしかわ さいぞう）と可久士の異母妹の息子で「歌舞伎界の若きホープ」。
姫18歳編で母が送った鍵が届いたかを確かめるために鎌倉の家を訪れ、姫に可久士の実家の事情を説明する。ほぼ初対面の従姉である姫を「姉さん」と呼ぶ。姫10歳編では、可久士に黙って台東区上野桜木にある石川邸の門前を訪れた姫（詳細は不明だが、後藤姫宛の封書の差出人住所を見て訪れたことが暗示）とすれ違っている。

### アシスタントたち
可久士の「G-PRO」（ゴトープロダクション）で働くアシスタントたち。姫には可久士の会社の部下と名乗っているが、可久士のことは「部長」や「課長」と適当な役職で呼んでいるため、本人から「お前ら統一しろ」と言われている。
可久士に振り回されることも多いが、なんだかんだ言いながらも慕っており、父の日には「僕達にとってお父さんみたいなもの」とアシスタント一同でプレゼントを贈って可久士を感激させている。姫18歳編では7年前に記憶が戻ってしまった可久士のために病室に集合し、アシスタントのふりをしていた。
志治 仰（しじ あおぐ）
声 - 八代拓
チーフアシスタント。
一番の古株であり、指示待ち傾向はあるが的確に指示された仕事をこなす。背景は主に彼の領分。
作中何度か右腕を骨折しており、勇馬は彼の最初の骨折時にヘルプで来ることとなる。新人賞の受賞経験があり、アシスタント活動の合間に描いた自分の漫画を担当編集に見せている。
姫18歳編では実家の志治書店の店員として活動。アニメ版では可久士の記憶が戻った後、羅砂のアシスタントとして活動。
芥子 駆（けし かける）
声 - 村瀬歩
新人。消しゴムかけ担当。
空気が読めないところがあり、可久士の心労を増やす。もしくは可久士をけしかけるような失言も頻繁にする。
可久士に自分の漫画を見せた時に貰った「読者が我慢して読んでくれるのは息止めて続くまでだ」というアドバイスを極端なまでに曲解して潜水3分出来るようになったり、可久士が作品のネタに探していたマッチョのモデルになる為、無駄に鍛えて、ボディビルダー顔負けの身体になったりする（トレーニングの為、1か月も仕事を休んでいた）等、可久士の期待に応えるために頑張る努力家ではあるが方向性がずれている。
原作では美大出身で日本画を専攻していたことが明らかになっている。憧れの画家として戒潟魁吏を挙げており、鎌倉の倉庫で発見した姫の母親の描かれた絵を見て魁吏が姫の祖父（可久士とは義理の親子関係）であることに気付いた。
十丸院に匹敵するKYキャラとして描かれているが、その性格故に他のアシスタントが気を使って踏み込まない可久士の隠し事に踏み込んで話を動かしたり作中の謎を明らかにさせたりするなど、目立たないながらも重要な役割を担っている。
姫18歳編ではとんぽ鉛筆という会社で各文具店に文具の配送をする仕事を行っている。アニメ版では可久士の記憶が戻った後、羅砂のアシスタントとして活動。
筧 亜美（かけい あみ）
声 - 佐倉綾音
仕上げと服飾担当。ホラー漫画家志望。
ドスの利いた発言や突っ込みが多く、ダジャレ好きで「漫豪」「漫筋」「漫畜」といった漫画にまつわる新語を開発するのが得意。
マリオの店「マリオットランチマーケット」の常連であり、ファッションセンスがやや独特。
姫18歳編では古着&セレクトショップを経営。アニメ版では可久士の記憶が戻った後、羅砂のアシスタントとして活動。
墨田 羅砂（すみた らすな）
声 - 安野希世乃
大学生。「代官山でクリエイティヴな仕事」という言葉につられて、アシスタントになっている。あくまで「代官山で働ける」というステータス目的で入ったため、可久士が東京を離れた田舎への引っ越しを検討した時は本気で嫌がっていた。（参加した同窓会で週刊漫画のアシスタントという肩書を聞いた同級生から人気者扱いされたがそれは結果論である）
可久士の作品は気に入っているが、締め切りに追われる日々で想像以上にブラックな業界の実態を知って、本人は漫画家になる気は全くないと発言している。（その一方で可久士は「こういう奴ほど成功する」と彼女の将来的な大成を予言し、その通りになっている）
一見緩い雰囲気だが、さり気ない気遣いや心配りが出来るため、十丸院が起こすトラブルを事前に防ぐ（原稿の紛失を予想してデータのバックアップを用意しておく）など仕事面での貢献度は高く、墨を垂らすといったミスはあるものの、アシスタントとしてかなり優秀である。
姫18歳編では前述の発言に反して、マンガジンの看板作家となっており、仕事場「STUDIO La-Sand」には男性と女性のアシスタントが1人ずついる。可久士が意識を回復した後はかつての仕事仲間を集め、記憶喪失となった可久士の記憶を思い出させるために奮闘。エピローグでは漫画家に復帰することにした可久士のわがままで彼女の仕事部屋は新生G-PROという張り紙をされ、間借りされてしまう。
アニメ版では漫画業界を説明するナレーションも担当。

### 『週刊少年マンガジン』編集部
十丸院 五月（とまるいん さつき）
声 - 花江夏樹
可久士の担当編集者。ゆとり。本人は自信を持っているが、G-PROの面々からは有能とは思われていない。後藤家の家事代行を担当しているナディラのような、褐色の女性がタイプ。
風のタイツのTシャツを着て自宅に訪れたり、可久士が審査員を務める新人賞の原稿を自宅に送ったりするなど、余計な言動でその都度可久士を激怒させている。しかし本人には悪気がなく、それが相手を怒らせているという自覚がないため、可久士や亜美からは内心「あいつマジやべーよ」と思われている。原稿が通らず翌日までに修正することになった際は可久士のために編集部の予算をはるかに上回る高級なホテルを用意する（本人曰く「ホテルの支配人と知り合い」）など謎のコネを持っており、可久士からは縁故採用を疑われている。
編集部内でも問題児扱いされており、特に風のタイツのアニメ化企画が決定した際には、可久士が「（アニメスタッフの）好きにしろ」と言ったのを曲解して自分が好きにしていいと解釈し、可久士の名前を使ってアニメスタッフに無理難題を押し付けたために大混乱を巻き起こした。最終的にはマンガジンの新編集長が十丸院を殴って事態を収拾したものの、それが原因で編集長の交代人事が白紙になってしまった。どれだけ問題を引き起こしても可久士の担当からは外れないが、本人によれば可久士担当は面倒なので引き受け手がおらず、仕方なく誰かへ押し付けられる当番（後藤番）とのこと。
仕事をしている「アリバイ作り」のため可久士の元に顔を出すなど仕事に対するやる気にも欠けるが、引きこもってゲームに没頭する作家をSNSの書き込みを見て特定するなど、使い方次第では非常に優秀である。
何かある度に可久士と衝突しているが、本名で漫画を描くことを悩む可久士と一緒にペンネームを考えるなど変なところで意気投合することも多いため、ある面では可久士と最も気が合う存在である。
大和 力郎（だいわ りきろう）
声 - 小山力也
『少年マンガジン』編集長。マンガジンの台割（印刷時の掲載順番などの設定表）は毎号彼が決めている。
内木 理佐（うちき りさ）
声 - 沼倉愛美
『少年マンガジン』副編集長。

### 後藤家の近所の女性
可久士が度々誤解するような言動をしてしまうことで、交際や結婚を申し込まれていると勘違いしている。
六條 一子（ろくじょう いちこ）
声 - 内田真礼
姫の学校の担任の小学校教師。
日焼けした肌にジャージ姿が特徴。常に不審者撃退用のさすまたを持ち歩いている。五月には人一倍不信感を抱いているために五月の琴線（かっし欲）には触れない。名前の由来は褐色を表現するスクリーントーン番号「61番」から。
可久士の熱狂的なファンであり、サイン会では可久士の姫に対する身バレ危機を回避させる殊勲を挙げている。
家族は弟に加え、中学生のころに買ってもらった犬（姫10歳編では老犬）が登場。
姫18歳編でも登場し、姫たちに良いニュース（可久士の意識が回復したこと）と悪いニュース（可久士が記憶喪失になっている）を伝えに来た。アニメ版では、病院の屋上で可久士の衣類を干す姫の手伝いもしている。
千田 奈留（せんだ なる）
声 - 逢田梨香子
女子高生。
アイドル志望であり、アイドルグループのセンターになることが目標。絵画コンクールで賞をとったこともあり、絵画教室の講師のボランティアをしている。
アイドルグループ仲間のグラビア撮影のために後藤家が使われた際、スタッフの1人が撮影した姫の写真を見て、「自分にはアイドルとしての力がない」ことに気づき、アイドルになることを諦め、記者やルポライターを志す。なお、アニメ版ではこの流れはカットされている。
姫18歳編では、週刊誌記者として活動。しかし、彼女が書いた記事が可久士が漫画家を辞めるきっかけになってしまい、この記事を書いたことに責任を感じ、可久士を襲った雑誌の崩落事故の真相を追っている。原作では、この後、可久士の病室へ見舞いに訪れた奈留が記事を書いたことを悔やみながら「そろそろ起きてくれませんか」と呼びかけて退室した直後に可久士の意識が回復。可久士の記憶を取り戻すための原稿を届けに行く際中の姫たちの力になるべく、マリオと共に鎌倉まで車で迎えに行き、病院まで送り届けた。可久士の記憶が戻った後で姫の母親が事故に遭った経緯を姫に伝え、それが母の遺品の意味を姫が解き明かすヒントとなる。
汐越 羊（しおこし よう）
声 - 古城門志帆
クッキングアドバイザー。可久士が通う料理教室の講師。
料理教室がナンパ目的の受講者防止のために男性一人の客を断るようになったため、以降は個人的に可久士に料理を教えている。
城路 久美（じょうろ くみ）
声 - 原由実
生花店の店員。
じょうろで水を汲むのが日課で花でも小鳥でも何にでも水をやるのが性分。

### 姫の友人たち
姫18歳編でも登場するが、全員別々の高校に通っている。姫が可久士の記憶を取り戻すべく、鎌倉のほうの家に保存してある『風のタイツ』の原稿を持っていくことにした際、姫の頼みを引き受け、原稿運びに協力した。また、アニメ版では、その前に病院の屋上で可久士の衣類を干す姫の手伝いもしている。
東御 ひな（とうみ ひな）
声 - 本渡楓
姫のクラスメイトでめぐろ川たんていじむしょ所員。クラスでは給食委員を務める。
コンシェルジュ付きのタワーマンションに住んでおり、少々見栄っ張りで大人びた性格。
姫との仲は良いものの父子家庭の姫に対して「貧乏なの？」と聞くなど無神経な発言や見下すような態度が見られる。姫の家にある10段飾りの雛人形を見て、後藤家が貧乏という認識を改めると共に金持ちキャラという自分のプライドを傷付けられて以降、頑として職業を語りたがらない可久士を悪いことをして儲けていると疑うようになった。
元ネタは作者の過去作である「さよなら絶望先生」の登場人物である日塔奈美。
古武 シルビア（こぶ シルビア）
声 - 小澤亜李
姫のクラスメイトでめぐろ川たんていじむしょ所長。
猫好きなため、川で流された猫を救った勇者（可久士）を捜すべく、探偵事務所を起ち上げた。「髪でおでこを隠していると隠し事をしているタイプ」と考えている。
元ネタは作者の過去作である「さよなら絶望先生」の登場人物である小節あびる。
橘地 莉子（きつち りこ）
声 - 和氣あず未
姫のクラスメイトでめぐろ川たんていじむしょ所員。クラスでは風紀委員長を務める。
きっちりした性格であり、姫に無神経な発言をすることも多いひなを戒めることも少なくない。原作第1話ではメガネをかけていた。
元ネタは作者の過去作である「さよなら絶望先生」の登場人物である木津千里。
相賀 加代（あいが かよ）
声 - 大野柚布子
姫のクラスメイト。
転校生として姫のクラスにやって来るが、緊張のあまり、転校の挨拶で一言も喋れないという大失敗をする。このまま自分は孤立してしまうのかと絶望感に打ちひしがれていた時に声をかけてくれた姫と友達になり、姫には「救世主」と呼ぶほど強く感謝している。姫と同じく、犬を飼っている為、そのことでより親しくなった。
元ネタは作者の過去作である「さよなら絶望先生」の登場人物である加賀愛。
アユ
声 - 広瀬世華
姫のクラスメイト。
めぐろ川たんていじむしょ（原作では姫以外の招待者は不明）を自分のお誕生会に招待。姫はお返しに友人を自分の誕生日会に招待しなければならず、父に負担をかけないため出席を断ろうとしたが、可久士より「祝える時に、祝っておけ」「いつか祝いたくても祝えなくなる日が来るかもしれない」と諭され出席した。お誕生会の直後に福岡に転校したため、原作では以後登場しないが、アニメでは転校が明言されておらず、姫の11歳のお誕生会に姿を見せている。

### その他の登場人物
マリオ
声 - 浪川大輔
古着&セレクトショップ「マリオットランチマーケット」店主。
いつもここで服を着替える可久士を「クラークケント」と呼ぶ。
サイン会の時には会場まで出張してきたり、店のロゴ入りの車を可久士に貸すなど、何かと便宜を図っている。
一度、誤って可久士のスーツ一式を売ってしまった。このことが契機となり、新作モードが生まれたことがある。
原作では中盤以降ほとんど登場していなかったが、アニメで動いているマリオを観た作者が面白いと感化し、姫の誕生日会や最終回など終盤で再び登場している。
不二多 勝日郎（ふじた かつひろ）
声 - 緑川光
可久士の知り合いの漫画家。ダークファンタジーの巨匠、かつ「漫豪」のオーラを放つ鬼才。
モデルは漫画家・藤田和日郎。
阿藤 勇馬（あとう ゆうま）
声 - 河西健吾
可久士の元アシスタント。
優秀すぎて、すぐにデビューした。しかし可久士の所にいたことは、その経歴のあまりの短さのために公式には公開されていない。
ナディラ
声 - 加藤英美里
インドネシア人の家事代行サービススタッフ。
可久士を「クールジャパン」、姫を「姫サマ」と呼ぶ。外国人ということもあって、日本の常識とややずれたところがあり、独創的な料理で可久士を度々困惑させる。褐色の肌のため、五月に一目惚れされた。
十丸院 風留（とまるいん ふうる）
五月の妹。兄の仕事を見学するため何度か可久士の仕事場を訪れたが、常にマスクを着用している。
貰枝 年一（もらえだ ねんいち）
可久士の知り合いの漫画家。自宅を故郷の熊本に移し、そこから東京に通い仕事を行なっている。可久士と違って娘にも周囲にも職業は隠しておらず、地元では「先生」と呼ばれある種の名士のような立場になっている。
モデルは同じく熊本出身の漫画家・村枝賢一。
もりどくん
声 - 大槻ケンヂ
可久士がサイン会を行った書店で、同じ日にサイン会を行っていたゆるキャラ。

## 書誌情報
- 久米田康治 『かくしごと』 講談社〈KCデラックス〉、全12巻
  1. 2016年6月17日発売[24]、ISBN 978-4-06-377485-6
  2. 2016年10月17日発売[25]、ISBN 978-4-06-393029-0
  3. 2017年2月17日発売[26]、ISBN 978-4-06-393148-8
  4. 2017年6月16日発売[27]、ISBN 978-4-06-393209-6
  5. 2017年11月17日発売[28]、ISBN 978-4-06-510463-7
  6. 2018年5月17日発売[29]、ISBN 978-4-06-511492-6
  7. 2018年10月17日発売[30]、ISBN 978-4-06-513406-1
  8. 2019年4月17日発売[31]、ISBN 978-4-06-515253-9
  9. 2019年9月17日発売[32]、ISBN 978-4-06-515253-9
  10. 2019年11月15日発売[33]、ISBN 978-4-06-517631-3
  11. 2020年3月17日発売[34]、ISBN 978-4-06-518694-7
  12. 2020年7月17日発売[35]、ISBN 978-4-06-519981-7

## アニメPV
2016年の単行本1巻発売時に、シャフト制作によるアニメPVが公開されている。絵コンテは新房昭之、演出は宮本幸裕。

## テレビアニメ
2020年4月から6月までBS日テレほかにて放送された。エピソード表記は「第〇号」。
原作単行本と同様に、姫10歳編をメインで描きつつも、姫18歳編を各回の冒頭や末尾で少しずつ小出しに進行する構成となっている。アニメでは姫10歳編を過去の閉じた世界観である「半径10メートルの記憶」というコンセプトで描き、リアルな現実を意識した姫18歳編とは背景の描き方や効果音のつけ方などを変えることで世界観の差を表現している。
第11号では原作8巻収録の「最終回兵器彼女」を描いた後、原作ではアニメ放送開始以降に雑誌掲載された姫の11歳お誕生会（原作とは異なる内容）まで劇中時間が一気に約半年進み、その晩に姫と可久士、ロクのみで行われた家族だけでの2回目のお誕生会を描いた直後に再び7年が経過。18歳の誕生日を迎えた姫が何者かより鎌倉の家の鍵と地図を受け取り、江ノ電に乗って向かうシーンで締めくくられ、第01号冒頭の姫18歳編へとつながる内容となっている。そして第12号では18歳編のみが描かれ、それまで小出しにしてきた伏線をすべて回収し大団円となった。
姫18歳編は一部省略しつつ大筋では原作通りとなっているが、記憶喪失の可久士が病室で漫画を描き始めて以降の展開が多少異なる。アニメ版の姫は当初、可久士が記憶を取り戻さずに漫画家だと思い込んでいるままの方が幸せなのではないかと思っていたが、可久士の自分の一番の幸せは漫画を描くことではなく「姫が元気に大きく育つ事」とのセリフ（第01号でも同じセリフがある）を聞いて、可久士に「18歳になった自分」を見せるために記憶を取り戻そうとする流れとなっている。
アニメの構成を企画した当時は原作が連載中であり、単行本も8巻までしか刊行されておらず、アニメ最終回での独自の落としどころをどうすればいいかを原作者である久米田に尋ねたところ、漫画もアニメと同時期に終わらせるとの提案が返ってきたため、最終回のラフ案を渡された上で、それに帰結するようにアニメのシリーズ構成を行うこととなった。原作の最終回掲載がアニメ最終回の翌月になったため、結果的にはアニメで最終回が最も早く公開される形となった。
原作の方では、当初は10巻で完結予定だったがアニメ化に伴い全12巻となり、アニメの方に影響されて終盤でのマリオの出番を増やしたりしている。また最終回では、アニメでは語られなかった姫の母親の事故経緯が明らかとなっていたり、エンディングテーマにもなった「君は天然色」の歌詞が用いられている展開となっている。

### スタッフ
- 監督 - 村野佑太[16][17]
- シリーズ構成・脚本 - あおしまたかし[16][17]
- キャラクターデザイン - 山本周平[16][17]
- プロップデザイン - ヒラタリョウ[17]
- 美術監督 - 本田光平[17]
- 美術設定 - 岩澤美翠[17]
- 色彩設計 - のぼりはるこ[17]
- 撮影監督 - 佐藤哲平[17]
- 編集 - 白石あかね[17]
- 音響監督 - 納谷僚介[17]
- 音楽 - 橋本由香利[16][17]
- 音楽制作 - エイベックス・ピクチャーズ[17]
- プロデューサー - 飯泉朝一、古川慎、遠藤哲哉、渡瀬昌太、山岡勇輝、小澤慎一朗、中川岳、丸山創、齋藤宙央
- アニメーションプロデューサー - 荒川勇人
- アニメーション制作 - 亜細亜堂[16][17]
- 製作 - かくしごと製作委員会[17]

### 主題歌
「ちいさな日々」
flumpoolによるオープニングテーマ。作詞は山村隆太、作曲は阪井一生、編曲は飛内将大。
「君は天然色」
大滝詠一によるエンディングテーマ。作詞は松本隆、作曲は大瀧詠一、編曲は多羅尾伴内（大瀧詠一の変名）。

### 各話リスト
| 話数   | サブタイトル                 | 絵コンテ          | 演出              | 作画監督                                         | 総作画監督                   | 初放送日      |
| ------ | ---------------------------- | ----------------- | ----------------- | ------------------------------------------------ | ---------------------------- | ------------- |
| 第01号 | かくしごと                   | 村野佑太          | 松尾晋平          | 遠藤江美子                                       | 山本周平 西岡夕樹            | 2020年 4月2日 |
| 第01号 | ねがいごと                   | 村野佑太          | 松尾晋平          | 遠藤江美子                                       | 山本周平 西岡夕樹            | 2020年 4月2日 |
| 第02号 | ビーサンとB4                 | 佐々木和宏        | 加藤顕            | 近藤優次 松本朋之                                | 山本周平 西岡夕樹            | 4月9日        |
| 第02号 | おかない かかない しあげない | 佐々木和宏        | 加藤顕            | 近藤優次 松本朋之                                | 山本周平 西岡夕樹            | 4月9日        |
| 第03号 | やりくりサーカス             | まんきゅう        | 粟井重紀          | 小林一三                                         | 山本周平 西岡夕樹 遠藤江美子 | 4月16日       |
| 第03号 | 漫画の実情と筋肉             | まんきゅう        | 粟井重紀          | 小林一三                                         | 山本周平 西岡夕樹 遠藤江美子 | 4月16日       |
| 第04号 | ノルマエ・ナマエ             | 宗廣智行          | 尾方祥            | 橋本明日美                                       | 山本周平 西岡夕樹 遠藤江美子 | 4月23日       |
| 第04号 | コマ割りスケッチ             | 宗廣智行          | 尾方祥            | 橋本明日美                                       | 山本周平 西岡夕樹 遠藤江美子 | 4月23日       |
| 第05号 | それでも鉢は廻ってくる       | 松尾晋平 イムガヒ | 加藤顕            | 近藤優次 松本朋之                                | 山本周平 西岡夕樹 遠藤江美子 | 4月30日       |
| 第05号 | 泊めたねっ！                 | 松尾晋平 イムガヒ | 加藤顕            | 近藤優次 松本朋之                                | 山本周平 西岡夕樹 遠藤江美子 | 4月30日       |
| 第06号 | スクールランドセル           | 大地丙太郎        | 曽根利幸          | 玉利和枝 sataりすく                              | 山本周平 西岡夕樹 遠藤江美子 | 5月7日        |
| 第07号 | いぬほしき                   | 松尾晋平          | 松尾晋平          | あおのゆか                                       | 山本周平                     | 5月14日       |
| 第07号 | 母子を継ぐ者                 | 松尾晋平          | 松尾晋平          | あおのゆか                                       | 山本周平                     | 5月14日       |
| 第08号 | おれたちの下描き             | 山岸大悟          | 加藤顕            | 近藤優次 松本朋之                                | 山本周平 西岡夕樹 遠藤江美子 | 5月21日       |
| 第08号 | 残念記念組                   | 山岸大悟          | 加藤顕            | 近藤優次 松本朋之                                | 山本周平 西岡夕樹 遠藤江美子 | 5月21日       |
| 第09号 | 師走は君の嘘                 | まんきゅう        | 粟井重紀 村野佑太 | 小林一三 青柳謙二 小笠原理恵                     | 山本周平 西岡夕樹 遠藤江美子 | 5月28日       |
| 第10号 | I"S（伊豆）                  | Royden B 松尾晋平 | 尾方祥            | 西出彩華 服部ますみ 桜井このみ                   | 山本周平 西岡夕樹 遠藤江美子 | 6月4日        |
| 第11号 | 最終回平気彼女               | 大地丙太郎        | 松尾晋平          | 近藤優次 松本朋之                                | 山本周平 西岡夕樹 遠藤江美子 | 6月11日       |
| 第12号 | ひめごと                     | 村野佑太          | 村野佑太          | 玉利和枝 sataりすく 山本周平 西岡夕樹 遠藤江美子 | 山本周平 西岡夕樹 遠藤江美子 | 6月18日       |

### 放送局
| 放送期間               | 放送時間                     | 放送局     | 対象地域 | 備考                                                                      |
| ---------------------- | ---------------------------- | ---------- | -------- | ------------------------------------------------------------------------- |
| 2020年4月2日 - 6月18日 | 木曜 23:30 - 金曜 0:00       | BS日テレ   | 日本全域 | 製作参加 / BS/BS4K放送 / 『アニメにむちゅ〜』枠                           |
|                        |                              | AT-X       | 日本全域 | 製作参加 / CS放送 / リピート放送あり                                      |
| 2020年4月3日 - 6月19日 | 金曜 0:00 - 0:30（木曜深夜） | TOKYO MX   | 東京都   | 製作参加 / 「朝の家族放送」と題しリピート放送（日曜 11:00 - 11:30）を実施 |
|                        | 金曜 0:30 - 1:00（木曜深夜） | サンテレビ | 兵庫県   |                                                                           |

| 配信開始日    | 配信時間        | 配信サイト |
| ------------- | --------------- | --- |
| 2020年4月3日  | 金曜 0:00 更新  | dアニメストア dTV クランクイン！ビデオ |
| 2020年4月8日  | 水曜 0:00 更新  | ビデオマーケット Amazonプライム・ビデオ ひかりTV ミレール TELASA MOVIEFULL Happy!動画 DMM.com niconico バンダイチャンネル J:COMオンデマンド Hulu TSUTAYA TV Rakuten TV |
| 2020年4月11日 | 土曜 12:00 更新 | スゴ得 |

### BD / DVD
| 巻 | 発売日        | 収録話         | 規格品番     | 規格品番     |
| 巻 | 発売日        | 収録話         | BD           | DVD          |
| -- | ------------- | -------------- | ------------ | ------------ |
| 1  | 2020年6月26日 | 第1話 - 第4話  | EYXA-12939   | EYBA-12936   |
| 2  | 2020年7月24日 | 第5話 - 第8話  | EYXA-12940   | EYBA-12937   |
| 3  | 2020年8月28日 | 第9話 - 第12話 | EYXA-12941/B | EYBA-12938/B |

### 関連CD
TVアニメ「かくしごと」イメージアルバム feat.君は天然色
2020年5月27日発売。エンディングテーマとして用いられている「君は天然色」の、大滝詠一によるオリジナルバージョンと登場キャラクターによるカバーバージョンなど全9曲を収録したアルバム。
1. 君は天然色 〜大滝詠一 オリジナルver.〜
2. 君は天然色 〜めぐろ川たんていじむしょver.〜
3. 君は天然色 〜千田奈留ver.〜
4. 君は天然色 〜後藤姫ver.〜
5. 君は天然色 〜古武シルビアver.〜
6. 君は天然色 〜東御ひなver.〜
7. 君は天然色 〜橘地莉子ver.〜
8. 君は天然色 〜めぐろ川たんていじむしょver.〜 (Instrumental)
9. 君は天然色 〜千田奈留ver.〜 (Instrumental)

愛がゆえゆえ/あれから（絶望少女達2020）
2020年6月17日発売。同じ久米田康治の作品である『さよなら絶望先生』のアニメ版で主題歌を担当した大槻ケンヂとのコラボレーションで制作されたシングルで、『絶望先生』の出演声優によるユニット「絶望少女達」もこのCDのために再結成されている。いずれも作詞を大槻、作曲をNARASAKIが担当。
1. 愛がゆえゆえ
歌：大槻ケンヂとめぐろ川たんていじむしょ
2. あれから（絶望少女達2020）
歌：大槻ケンヂと絶望少女達
3. 愛がゆえゆえ -Instrumental-
4. あれから（絶望少女達2020） -Instrumental-

### Web配信番組
「めぐろ川たんていじむしょ」のタイトルで、2020年4月1日より公式Twitterにて動画配信が行われている。後藤姫役の高橋李依と、古武シルビア役の小澤亜李が出演し、かくしごとの聖地を探すという企画となっている。

### Webラジオ
「カクシゴトーク」のタイトルで、2020年6月16日よりWebラジオ番組が配信されている。YouTube avex picturesチャンネルでの動画公開形式。
パーソナリティは神谷浩史（後藤可久士役）。構成作家は田原弘毅。
当初は通常のラジオ配信を予定していたが、新型コロナウイルス流行の状況から回数を減らしてYouTubeでの配信となった。
BD / DVDの特典CDにはラジオのノーカット完全版が収録される予定。
ゲスト / アシスタント
- 第1回：佐倉綾音（筧 亜美役）
- 第2回：高橋李依（後藤 姫役）

### イベント
- 「スペシャルイベント ～こんなイベントやって姫にバレたらどーする！～」のタイトル名にて、2020年12月12日、ウェスタ川越 大ホールの会場にて、昼と夜にて開催されその様子を映像配信でも配信と一定期間のアーカイブをした。[42][43]この時に、「劇場編集版　かくしごと」の制作を発表した。[44]

- 出演者、後藤可久士：神谷浩史、後藤 姫：高橋李依、十丸院五月：花江夏樹、志治 仰：八代 拓、墨田羅砂：安野希世乃、筧 亜美：佐倉綾音、芥子 駆：村瀬 歩、マリオ：浪川大輔、古武シルビア：小澤亜李、東御ひな：本渡 楓、橘地莉子：和氣あず未。（六條一子：内田真礼、病欠）
- ライヴ出演：大槻ケンヂ
- スペシャルゲスト：久米田康治

### デジタルコミック
マンガアニメ「かくしごと」のタイトルで、2020年5月13日より原作コミックにテレビアニメ版のキャストが声を当てたデジタルコミックがdアニメストアにて配信されている。テレビアニメ化されていないエピソードを中心に選出されている。

## 劇場編集版
- 2020年12月12日に制作が発表された[45]。「劇場編集版かくしごと ―ひめごとはなんですか―」のタイトルで、2021年7月9日に公開された。
- 元々は原作とアニメの最終回を同時に発表する予定だったが、原作の完結が延びてアニメの方が先に最終回を迎え、その後原作の最終回にて後藤夫人のエピソードが加わったラストが掲載され、これが劇場編集版として制作された[46]。
- 本作は19歳となった姫が出来事を振り返るという視点で、テレビアニメ全12話のエピソードを厳選しつつ、原作の最終回をなぞった新規カットなどが追加され、テレビアニメでは描かれなかったもう一つのラストが描かれた[47]。この新規制作エピソードにより、本作のエンディング曲である「君は天然色」との関係性が明らかになった。

### スタッフ（劇場編集版）
- 監督 - 村野佑太[48]
- 脚本 - 村野佑太、あおしまたかし[48]
- キャラクターデザイン - 山本周平[48]
- 美術監督 - 本田光平[48]
- 美術 - 草薙[48]
- 色彩設計 - のぼりはるこ[48]
- 仕上げ - 緋和[48]
- 撮影監督 - 佐藤哲平[48]
- 撮影 - 旭プロダクション白石スタジオ[48]
- 編集 - 白石あかね[48]
- 編集スタジオ - 瀬山編集室[48]
- 音楽 - 橋本由香利[48]
- 音響監督 - 納谷僚介[48]
- 音響制作 - スタジオマウス[48]
- 配給 - エイベックス・ピクチャーズ[48]
- 制作 - 亜細亜堂
- 製作 - 劇場編集版かくしごと製作委員会[48]

## 備考
- エンディングテーマの「君は天然色」のテレビサイズがかくしごと Ver.としてアルバム『Happy Ending』(2020年3月21日発売)の初回盤のDisc-2『NIAGARA TV Special Vol.1』に収録された。

### ユニットメンバー
1. 1 2  後藤姫（高橋李依）、古武シルビア（小澤亜李）、東御ひな（本渡楓）、橘地莉子（和氣あず未）
2. ↑  風浦可符香（野中藍）、木津千里（井上麻里奈）、木村カエレ（小林ゆう）、関内・マリア・太郎（沢城みゆき）、日塔奈美（新谷良子）